# Широконосый лемур
Широконосый лемур, или широконосый кроткий лемур, или широколицый лемур, или тростниковый лемур, или широкополосый гапалемур (лат. Prolemur simus) — редкий вид из семейства лемуровых. Единственный представитель рода Prolemur.
Род пролемуры (Prolemur) близок к Hapalemur, ранее рассматривался в его составе.
Широконосый лемур населяет дождевые леса Восточного и Центрального Мадагаскара (во многих местах вымер в историческое время).